# Ailsa Shipbuilding Company
William Hamilton and Company est une ancienne entreprise de construction navale britannique située à Troon et Ayr dans le Ayrshire en Écosse.

## Histoire
La société a été fondée en 1885 par le 3e marquis d’Ailsa avec Peter James Wallace et Alexander McCredie.
En 1902, les chantiers Ailsa équipe le navire d’exploration polaire Scotia pour la Scottish National Antarctic Expedition (expédition nationale écossaise de l'Antarctique de 1902 à 1904. Le Scotia quitte Troon pour l'Atlantique Sud le 2 novembre 1902.
La société a construit des bateaux à aubes pour diverses entreprises à travers le Royaume-Uni, y compris la New Medway Shipping Company avec le PS Medway Queen, le seul vapeur d'estuaire à aubes du Royaume-Uni.
Pendant la Première Guerre mondiale, le chantier naval a construit le premier dragueur de mines à aubes de la classe Racecourse.
Pendant la Seconde Guerre mondiale, Ailsa construit des navires pour la Royal Navy, dont plusieurs dragueurs de mines de classe Bangor.
En 1977, Ailsa est nationalisé et incorporé dans la British Shipbuilders Corporation. En 1981, les actifs d’Ailsa et de ceux de Ferguson Brothers sont fusionnés pour former Ferguson-Ailsa, Limited. Ce groupement est divisé et privatisé en 1986, le chantier Ailsa étant acquis par Perth Corporation sous le titre Ailsa - Perth, Limited.
Ailsa arrête la construction navale à grande échelle en 1988 et ferme finalement en tant que constructeur naval en 2000. Le chantier a récemment été utilisé pour des travaux de réparation navale et la fabrication de grandes sections de béton pour un programme d’amélioration des jetées de Grimsay, dans les Hébrides extérieures.

## Navires construit par Ailsa Shipbuilding Company

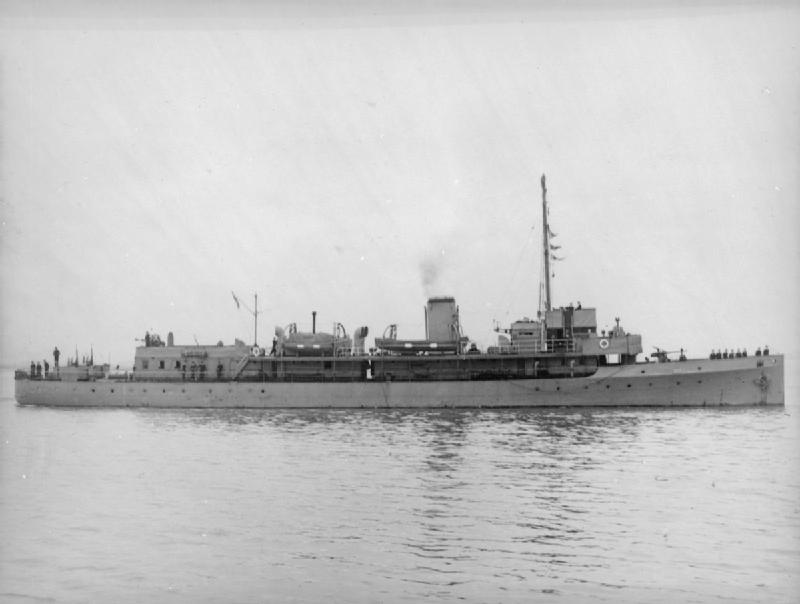
HMS Alresford
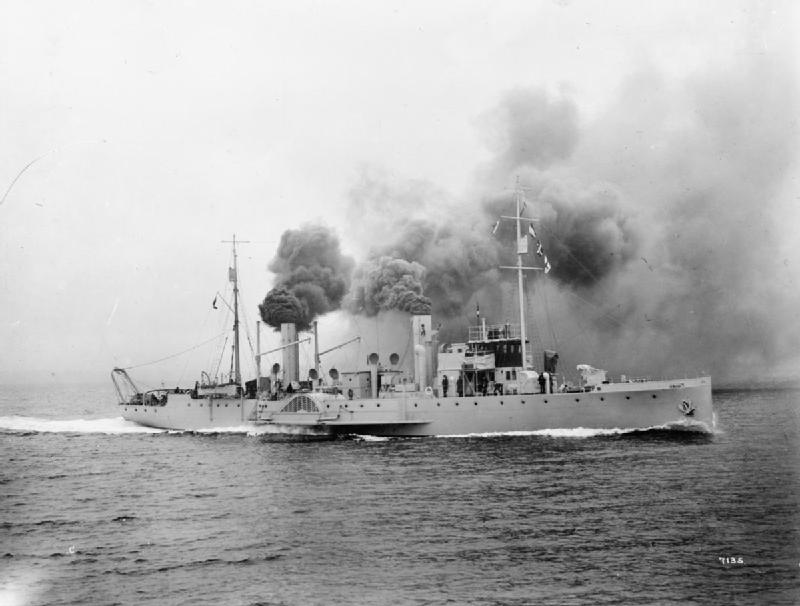
HMS Atherstone
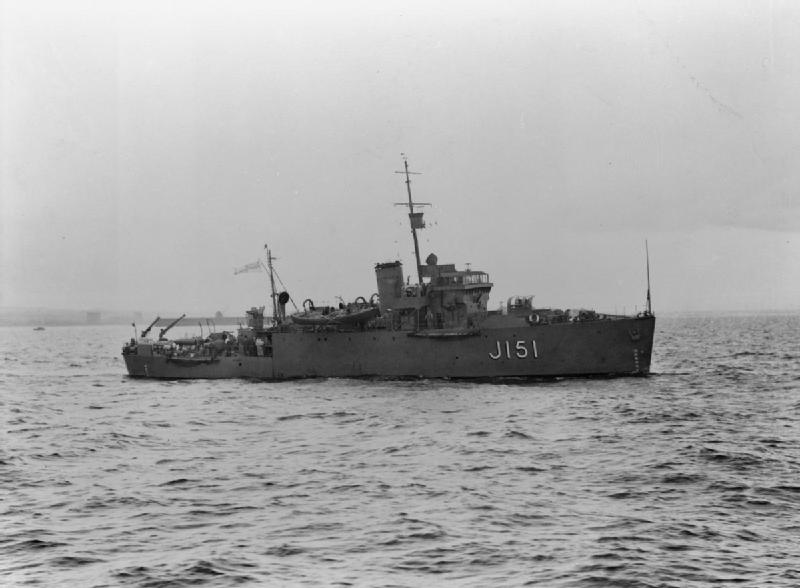
HMS Clacton (J151)
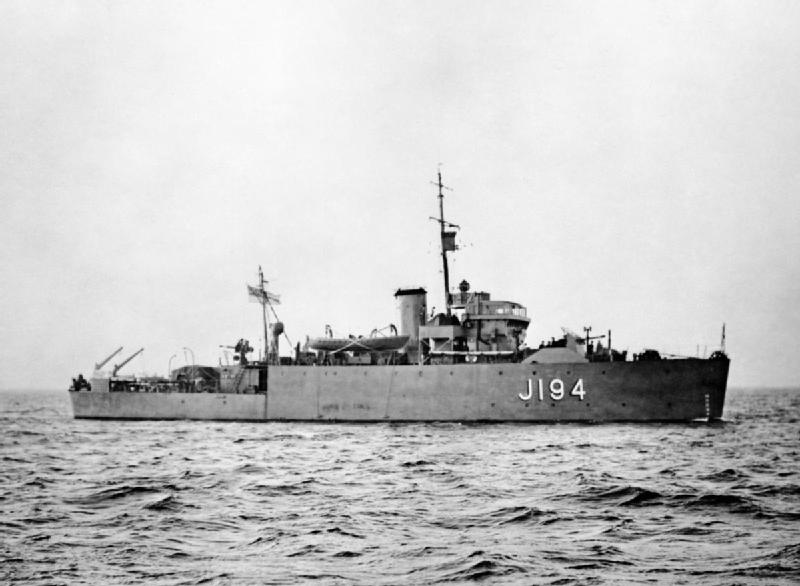
HMS Hythe (J194)
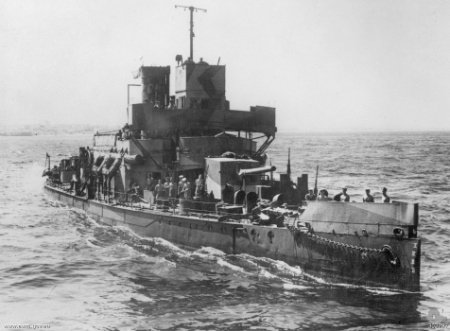
HMS Aphis
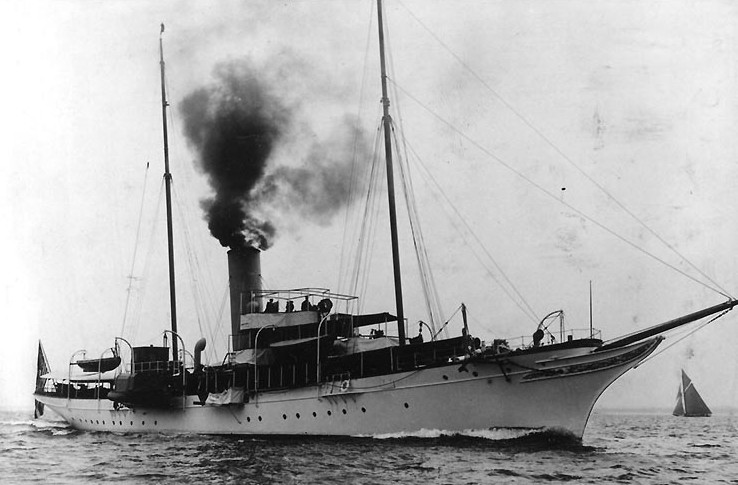
USS Emeline
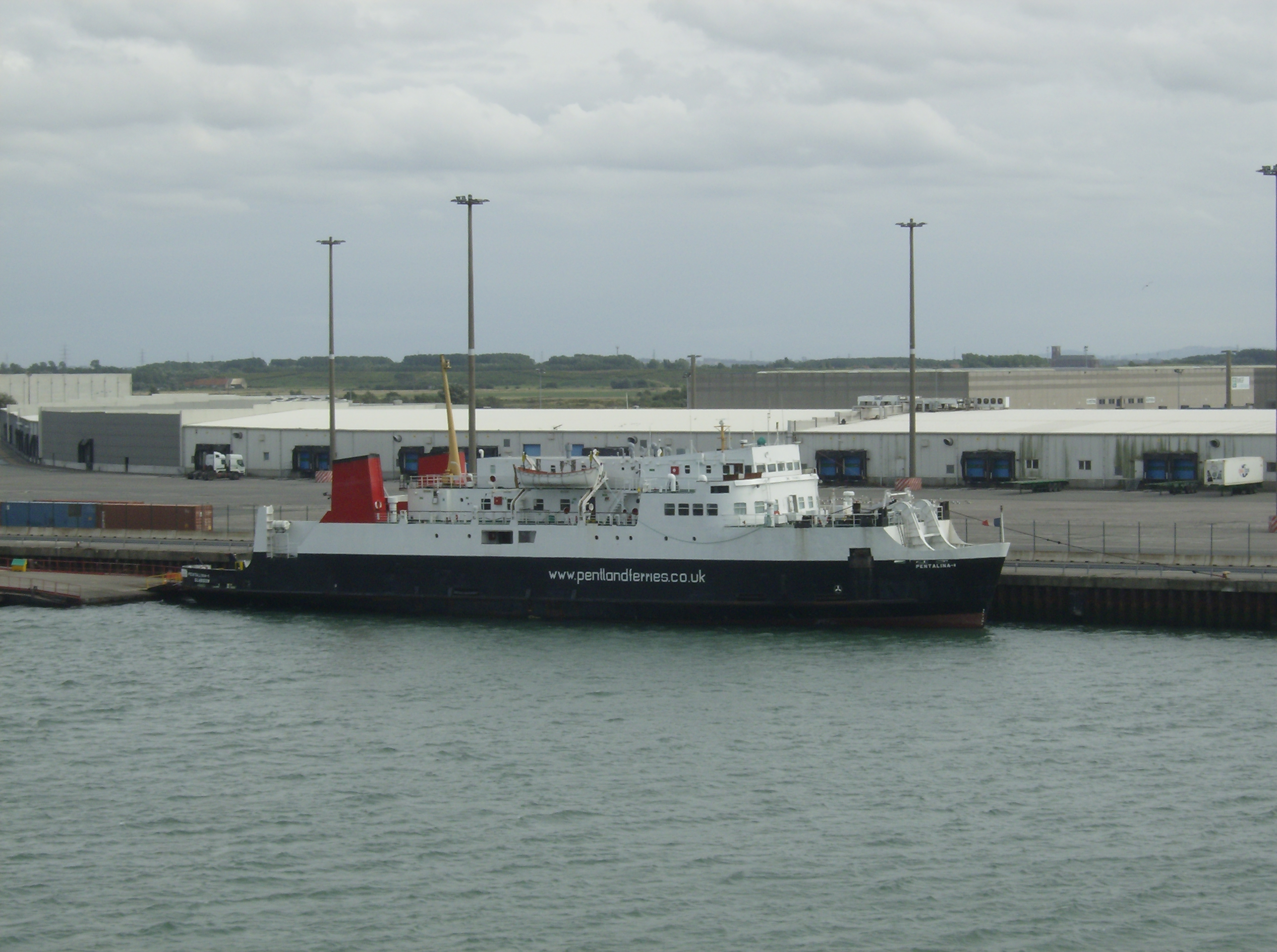
Pentalina-B
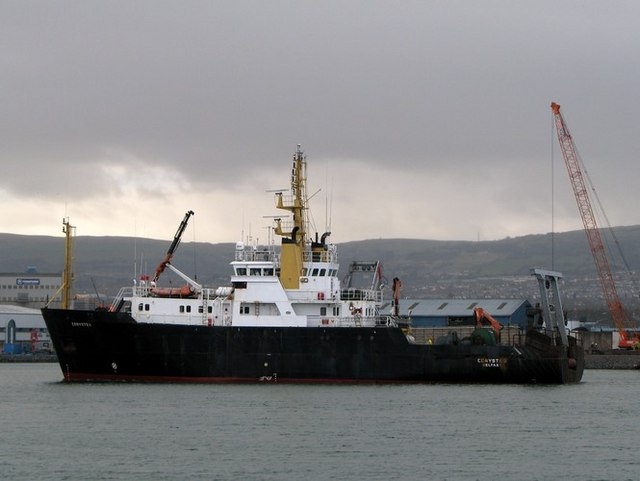
Corystes
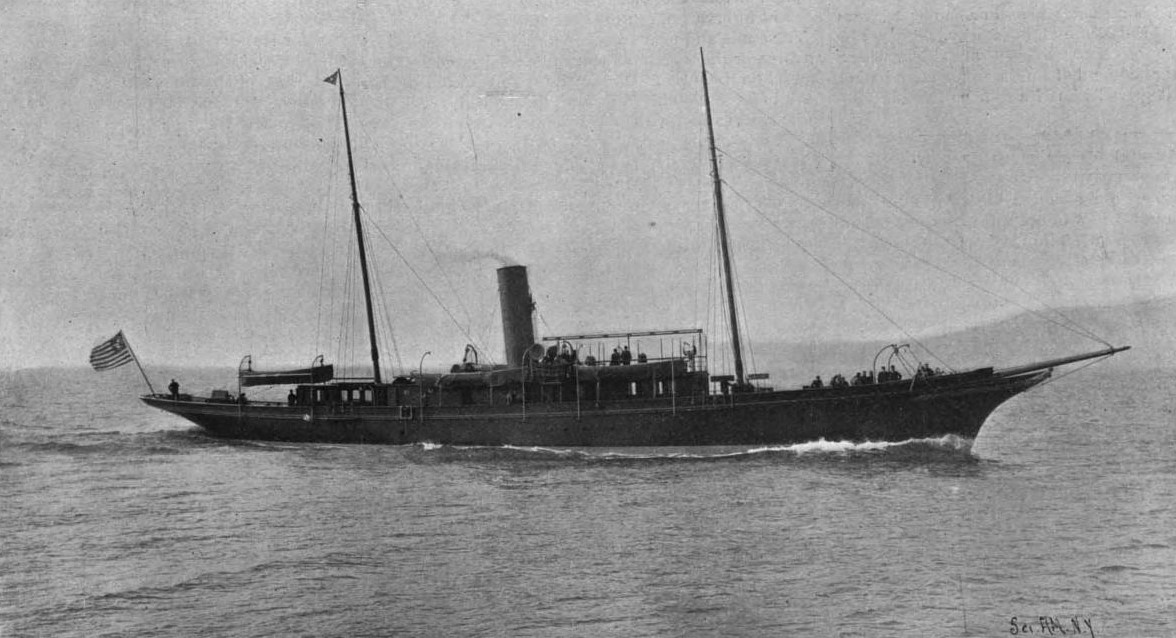
Yacht Andria
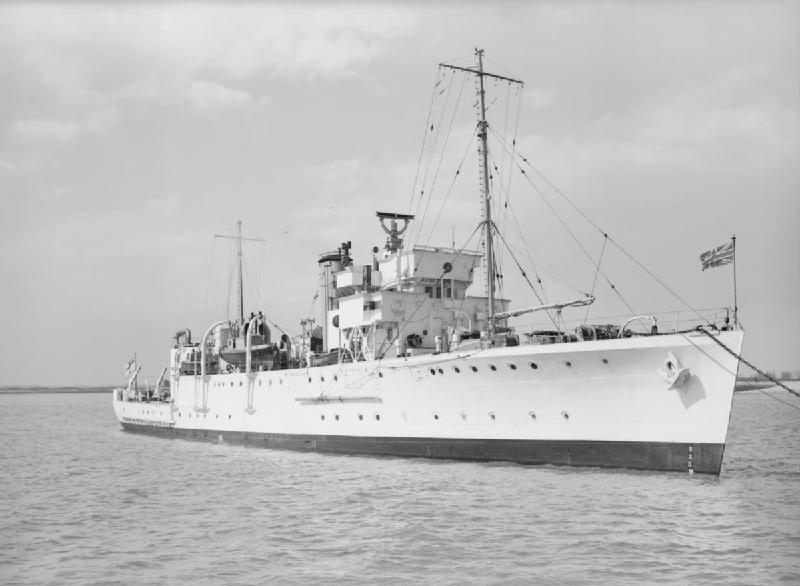
HMS Franklin (J84)
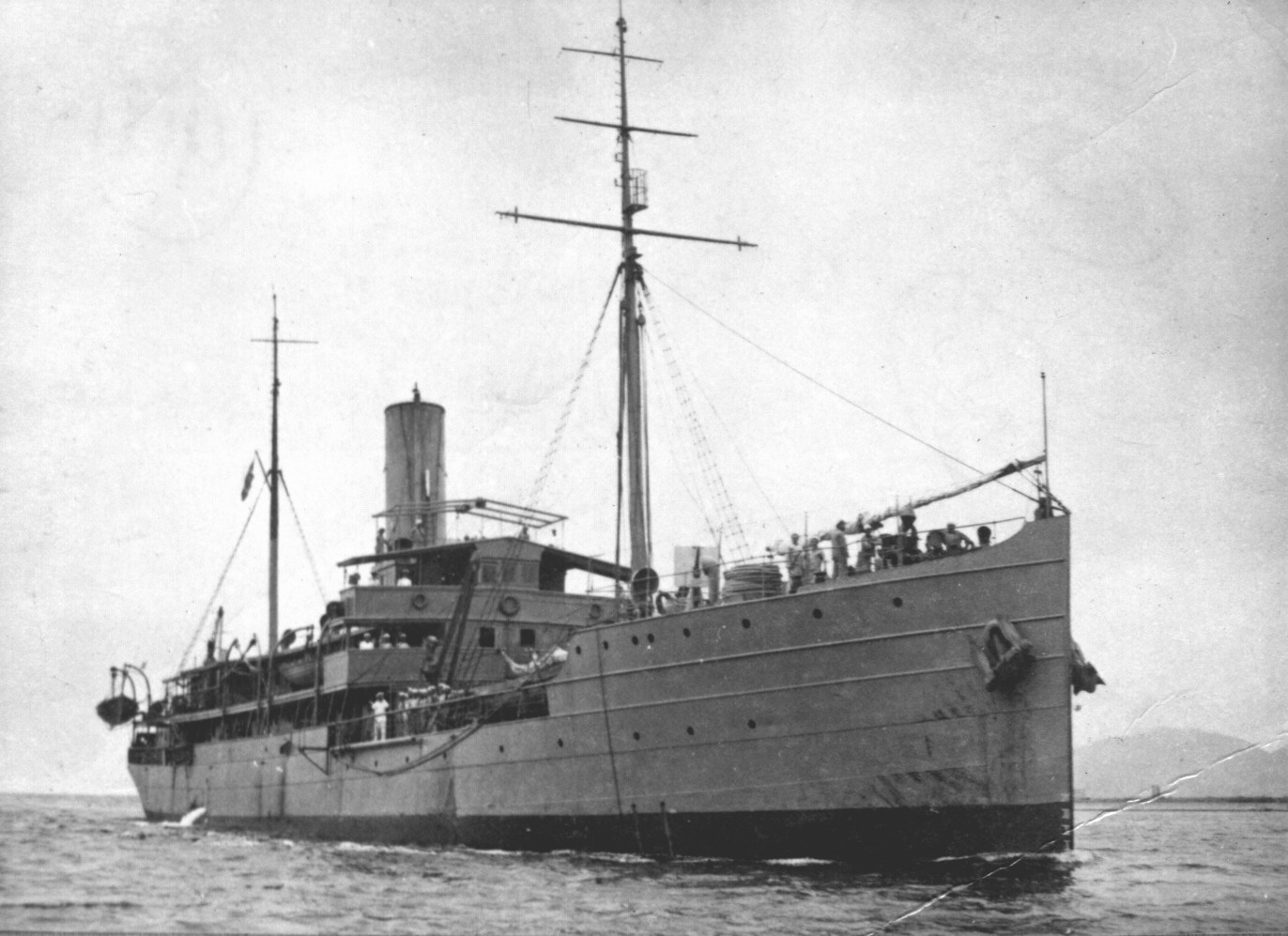
Vital de Oliveira

Liste non exhaustive
| Numéro de coque  | Navire             | Type                                 | Lancement         | Remarque                                            |
| ---------------- | ------------------ | ------------------------------------ | ----------------- | --------------------------------------------------- |
| 4                | SS Lady Ailsa      | Cargo                                | 4 janvier 1888    | renommé Belgian Prince                              |
| 53               | SV Dalblair        | Steel sailing vessel 3-masted barque | 1895              |                                                     |
|                  | RN Tobruk          | Canonnière de la Marine italienne    | 1897              | Construit comme yacht Evona - depuis 1912 RN Tobruk |
| 70               | SS Hebrides        | Navire à passagers                   | 24 mars 1898      |                                                     |
| 78               | Katoomba           | Patrouilleur                         | 28 décembre 1898  | renommé USS Emeline                                 |
| 297              | HMS Ascot          | Dragueur de mines                    | 26 janvier 1916   |                                                     |
| 298              | HMS Atherstone     | Dragueur de mines                    | 4 avril 1916      |                                                     |
| 294              | HMS Aphis          | Canonnière                           | 15 septembre 1915 |                                                     |
| 299              | HMS Chelmsford     | Dragueur de mines                    | 14 juin 1916      |                                                     |
| 334              | HMS Aberdare       | Dragueur de mines                    | 29 avril 1918     |                                                     |
| 335              | HMS Abingdon       | Dragueur de mines                    | 11 juin 1918      |                                                     |
| 336              | HMS Albury         | Dragueur de mines                    | 21 novembre 1918  |                                                     |
| 338              | HMS Alresford      | Dragueur de mines                    | 17 janvier 1919   |                                                     |
| 345              | HMS Appledore      | Dragueur de mines                    | 15 août 1919      |                                                     |
| 388              | PS Medway Queen    | Vapeur à aubes                       | 23 avril 1924     |                                                     |
| 396              | SS Sillonian       | Navire à passagers                   | 17 novembre 1925  |                                                     |
| 425              | HMS Jason          | Dragueur de mines                    | 6 octobre 1937    |                                                     |
| 426              | HMS Franklin       | Dragueur de mines                    | 22 décembre 1937  |                                                     |
| 439              | HMS Clacton        | Dragueur de mines                    | 19 décembre 1941  |                                                     |
| 437              | HMS Hythe          | Dragueur de mines                    | 4 septembre 1941  |                                                     |
| 452              | HMS Loch Tarbert   | Frégate                              | 19 octobre 1944   |                                                     |
| 453              | HMS Loch Veyatie   | Frégate                              | 8 octobre 1945    |                                                     |
| 487              | HMS Ockham         | Dragueur de mines                    | 12 mai 1959       |                                                     |
| 488              | HMS Ottringham     | Dragueur de mines                    | 22 janvier 1958   |                                                     |
|                  | HMS Raider         | Patrouilleur & navire d'entrainement | janvier 1988      |                                                     |
| 432              | HMS Rye            | Dragueur de mines                    | 19 août 1940      |                                                     |
| 473              | HMS Bottisham      | Dragueur de mines                    | 16 février 1953   |                                                     |
| 474              | HMS Brantingham    | Dragueur de mines                    | 4 décembre 1953   |                                                     |
| 481              | MV Bute            | Ferry                                | 28 septembre 1954 |                                                     |
| 480              | MV Cowal           | Ferry                                | 20 janvier 1954   |                                                     |
| 483              | HMS Elsenham       | Dragueur de mines                    | 25 mai 1955       |                                                     |
| 484              | HMS Etchingham     | Dragueur de mines                    | 9 décembre 1957   |                                                     |
| 496              | MV Glen Sannox     | Ferry                                | 30 avril 1957     |                                                     |
| 499              | MV Lochalsh (II)   | Ferry                                | 1957              | renommé Scalpay                                     |
| 508              | MV Cerdic Ferry    | Ferry                                | 16 février 1961   |                                                     |
| 507              | MV St. Clair       | Navire à passagers                   | 29 avril 1960     |                                                     |
| 509              | MV Doric Ferry     | Ferry                                | 27 octobre 1961   |                                                     |
| 510              | MV Kyleakin        | Ferry                                | 1961              | renommé Largs                                       |
| 517              | MV Bowbelle        | Aggregate dredger                    | 11 mai 1964       |                                                     |
| 529              | MV Glenachulish    | Ferry                                | 1969              |                                                     |
|                  | MV Graemsay        | Ferry                                | 1996              |                                                     |
| 530              | MV Iona            | Ferry                                | 22 janvier 1970   | renommé Pentalina-B                                 |
| 531              | MV Coruisk         | Ferry                                | 26 juin 1969      |                                                     |
| 533              | MV                 | Ferry                                | 22 décembre 1971  |                                                     |
| 547              | SS Lady of Mann    | Ferry                                | 4 décembre 1975   | renommé Panagia Soumela                             |
| 551              | MV Isle of Cumbrae | Ferry                                | 23 décembre 1976  |                                                     |
| 552              | MV Saturn          | Ferry                                | 30 juin 1977      |                                                     |
| 554              | MV Lochmor         | Ferry                                | 11 juin 1979      |                                                     |
| 571              | RV                 | Navire de recherche                  | 1988              |                                                     |
|                  | HMS Tracker        | Patrouilleur & navire d'entrainement | Janvier 1998      |                                                     |
|                  | Triton             | Yacht à moteur                       | 1902              | maintenant Madiz                                    |
|                  | HMS Warrior        | Yacht                                | 4 février 1904    |                                                     |
| 592              | MV Lochnevis       | Ferry                                | 8 mai 2000        |                                                     |
| Sources: Miramar |                    |                                      |                   |                                                     |

## Archives
Les archives des chantiers Ailsa Shipbuilding Company sont conservées par l'University of Glasgow Archives Services.